# Prințul Albert al Prusiei (1809–1872)
Albert (Frederick Henry Albert; germană Friedrich Heinrich Albrecht; 4 octombrie 1809 – 14 octombrie 1872) a fost colonel general prusac. Albert a fost al cincilea fiu și cel mai mic copil al regelui Frederic Wilhelm al III-lea al Prusiei și a reginei Louise de Mecklenburg-Strelitz.
Părinții lui au fugit în Prusia de Est după ocuparea Berlinului de către Napoleon. Doi dintre frații mai mari ai lui Albert au fost: Frederic Wilhelm al IV-lea, rege al Prusiei din 1840 până în 1861 și Wilhelm I, rege al Prusiei în perioada 1861 - 1888 și împărat german din 1871 până în 1888.